# Stenocereus dumortieri
Stenocereus dumortieri (órgano cimarrón o candelabro) es una especie endémica de cactus columnar de la familia Cactaceae que se distribuye en varios estados del centro y sur del territorio mexicano. La palabra dumortieri es un epíteto en honor a Barthélemy C. J. Dumortier, político y botánico belga.

## Descripción
Tiene crecimiento arborescente y llega a tener hasta 7 m de altura. Su tronco mide hasta de1.5 m de longitud y cerca de 35 cm de ancho. Tallo verde glauco, recubierto de cera grisácea. Ramas erectas, paralelas entre sí, todas casi del mismo largo, encorvadas en la base, con el ápice atenuado, de 13 a 15 cm de ancho, con lana de color castaño rojizo y con algunas espinas cortas, cerdosas, generalmente con constricciones anuales de crecimiento bien marcadas. Flores tubulares. Fruto subgloboso a elipsoide, pulpa roja, de 3 a 4 cm de longitud y 2 a 3.5 cm de ancho, recubiertos de cortos podarios dispuestos en 4 series, con areolas provistas de reducida escaba basal deltoide y corto fieltro emergente, con espinas muy cortas, dehiscente por su parte apical, desprendiendo un agradable aroma similar al del jazmín, muy jugoso, carnoso y dulce cuando madura.
Esta especie difiere de otras especies del género Stenocereus por ser arborescente y con ramificación profusa (candelabriforme).
Es una planta aprovechada por la población local ya que sus frutos son comestibles, como planta ornamental y como leña. Además, en la región Mixteca su madera es usada para crear vallas y como combustible para los temazcales.

## Distribución
Endémica del territorio mexicano en los estados de Aguascalientes, Guanajuato, Guerrero, Hidalgo, Jalisco, México, Michoacán, Morelos, Oaxaca, Puebla, Querétaro, San Luis Potosí, Veracruz y Zacatecas.

## Hábitat
Habita bosques tropicales caducifolios y matorrales xerófilos, en suelos basálticos en elevaciones de 1300 a 2100 m s. n. m.

## Estado de conservación
No se conocen amenazas para las poblaciones de la especie. Suele ser una especie abundante, pudiendo llegar a ser la especie dominante junto a Cephalocereus senilis en matorrales xerófilos de la reserva de la biósfera de la Barranca de Metztitlán.